# 国内留学
国内留学（こくないりゅうがく）は、在住する国内で、元来の生活拠点とは異なる土地に在留して学術・技芸を学ぶことである。
ただし、特殊な目的の達成のための場合において、あえて国内留学と呼ぶことが多い。

## 概要
日本では、文字どおりの意味では非常にありふれた行為（たとえば、日本の高校生の県外大学進学率は60%程度）だが、中学・高校で、小学校、中学校の出身地を自主的に離れ、スポーツ強豪校や国私立の高進学実績校へ進学することや、過疎地の小・中・高が都市部の児童生徒の転入学を受け入れる（山村留学等）場合や、企業に従業員として在籍し実際は大学院生や大学研究生として大学で研究活動を行う場合に国内留学の言葉が用いられることが多い。
また、芸能活動をするために出身地を離れて大都市圏の中学・高校に進学あるいは転校するようなケースも広い意味での国内留学と言える。
高校スポーツの場合、目的の競技に応じて、「野球留学」、「相撲留学」等と呼ばれる。これらの競技ではあえて「国内」と付けなくても国内留学を意味し、陸上競技などで行われているような、通常の（海外からの）留学とは異なる。

## いじめ対策としての国内留学
いじめ対策についても、環境がかわるために国内留学が有効な解決方法になるケースがある
いじめ対策としての転校制度については、政府の規制改革会議が2006年10～11月に全国802市区教育委員会に対して行ったアンケート調査によると、回答した721市区のうち403市区が、いじめによる転校について「拒否する場合もあり得る」としている。
一方、いじめへの対策を理由とした転校が制度上可能であることを保護者の約77.2％が知らないという実態が、内閣府が2006年11月27日に公表したアンケート結果で明らかになっている。なお、この調査の中にある「学校選択制を活用して良かったと思う理由」として、約20.5％の保護者が、いじめ問題を理由に挙げている（ここでは「いじめ問題が無かった」ということ）。

## 野球留学と野球特待生問題
高校野球における野球留学は「保護者が同居する自宅からの通学者以外の者」を言い、1979年の夏の甲子園の49代表制固定が定着してから顕著に見られるようになり、俗に侮蔑や比喩表現から外人部隊と揶揄されている。
野球留学については、「野球特待生制度」と結びついているように言われる場合がある。日本高等学校野球連盟（高野連）は2006年から野球留学実態調査を始めたが、野球特待生については後述の問題が2007年に発覚するまで事実上放置していた（「実施しないよう」通達は出していたが、存在しないものとして実態調査を行わなかった）。
1996年から2005年の10年間に全国高等学校野球選手権大会・選抜高等学校野球大会に出場した高校について高野連が調査したところ、合計916人の県外選手がおり、流出側は大阪府457人、兵庫県59人、神奈川県59人の順に多く、流入側（野球留学先）は香川県86人、高知県84人、山形県80人の順に多かった。
流出側は夏の甲子園の地区予選が激戦の地域に多く、流入側は夏の甲子園の地区予選の参加校が少ない地域に多い。
野球留学は、1982年広島県高等学校野球連盟がベンチ入りを5人以内に制限したことがある。しかし「指導者を頼ってくる県外の選手が技量が高くても試合に出られない」と1997年に撤廃された。これ以降規制がかかったことは無い。
また、2007年4月に発覚した西武ライオンズによるアマチュア選手及び指導者への資金提供問題で、早大の清水勝仁がその資金を受け取っていたうえ、西武球団の紹介で他県の高校へ野球留学をしていたことも判明した（清水は兵庫県出身。野球特待生制度で岩手県専大北上高に「野球留学」した。これは野球のみを理由にした「野球特待生制度」を禁止していた高野連の当時の規約に抵触する）こともあり、受け入れていた高校の野球部は解散するという事態にまで至った。高野連は「野球特待生制度」を行った高校をこのとき初めて調査し、野球留学と「野球特待生制度」との関係を問題視した。ただし、野球留学で入学した生徒の全てが「野球特待生」であるという根拠は、高野連からは一切提出されていない。このため、両者は絶対にイコールの関係であるとは断定できない。
しかし、「野球特待生制度」を高野連が禁止することそのものが問題であるという見解も多い。2007年春の野球特待生問題の際には、『朝日新聞』以外のほとんどの全国紙・テレビ局などが、高野連に対し何らかの批判を行った。
また、元プロ野球選手のデニー友利が2007年5月に発売された『週刊新潮』において野球特待生として高校に入学したことを明かしたうえで、「野球特待生制度がなければ金銭面の問題から高校に進学できなかった」と表明した。友利の例にあるように、「野球特待生制度」が打ち切られれば退学を余儀なくされる生徒が出る危険性が考えられ、問題視された。このような危険性に対し、田名部参事は、形式的に野球特待生でなければかまわないという趣旨のコメントをした。
結局、高野連は6月26日に2008年度新入生に対する野球特待生制度を認めたうえで、制度そのものをどうするかを検討する方針に変化し、有識者会議を立ち上げた。そして、2007年10月17日に出された答申をもとに、限定的ながら「野球特待生」を公に認めることにした（正式に認めたのは、2007年11月30日）。
その一方で野球留学を規制することは、前述広島県の例のように特定の指導者から指導を受けたいと考える生徒の希望を無視するとも言える。また、指導者として甲子園を経験した者とそうでない者との間には考え方やチーム構築方法などに違いがあり、規制推進派は生徒に対しこの対策を打ち出していない。